# Vicsolok
A vicsol (spanyol írásmóddal: huichol, saját nyelvükön wixárika vagy wirrárika, többes számban wixaritari vagy wirraritari) egy Mexikóban élő indián néptörzs. Becsült lélekszámuk 43 500 fő, nyelvük a vicsol nyelv.

## Elterjedésük
Többségük négy állam, Nayarit, Jalisco, Durango és Zacatecas területén él, legnagyobb számban a jaliscói Mezquitic és Bolaños, a nayariti Del Nayar, La Yesca és Tepic, valamint a durangói Mezquital községekben találhatók meg. Mezquitic községen belül fő központjuk három falu: San Sebastián de Teponahuastlán, Santa Catarina (Cuexcomatitlán) és San Andrés Cohamiata, saját nyelvükön Wautüa, Tuapurie és Tateikié. Kevésbé jellegzetes, már a mexikói kultúrával jobban átitatott, de mégis jelentős vicsol falvak még a La Yesca-beli Guadalupe Ocotán (Ratsisarie) és a Bolaños-beli Tuxpan de Bolaños (Tutxipa).
Teljes népességüket 43 500 főre becsülik, de a vicsol nyelvet a 2000-es népszámlálás szerint mindössze 30 686-an beszélték: 16 932-en Nayaritban, 10 976-an Jaliscóban, 1435-en Durangóban és 330-an Zacatecasban.

## Életkörülményeik
A legtöbb vicsol falvakban él, a városokba költözők egyre inkább elvesztik kultúrájukat és beolvadnak a többségi társadalomba. Az általuk Huicotnak nevezett terület, ahol a többség él, magas hegyekkel és mély szakadékokkal tarkított, kevés kiépített úttal rendelkezik, ezért igen nehezen megközelíthető, ez is hozzájárul a vicsol népcsoport zárkózottságához, de egyben kultúrájának megőrződéséhez is.
A több mint 4000 km²-es területen mintegy 400, tanyaszerű rancheríával rendelkeznek. Házaik többsége vályogból épült, de vannak sárral bevont kőből készült falúak is, tetejük szalmatető. Vannak házaik, melyeknek csak egyetlen szobája van, ez szolgál hálószobául és konyhául egyaránt, de némely település házai többszobásak. A forró időszakokban szeretnek szabad ég alatt aludni, esetleg a magtáraikban. Házaikhoz kis, vályogból készült melléképületeket, úgynevezett ririkiket toldanak, amelyek egyfajta házi templomként szolgálnak isteneik és őseik imádására. Azonban még ma is sokan egyfajta félnomád, vándorló életmódot folytatnak, nem élik le életüket egyetlen helyhez kötve, hanem időről időre áttelepülnek más vidékekre.
Nagyobb településeikre viszont már „betört a civilizáció”: elérhetők rádióadók, mobiltelefon-szolgáltatás, San Andrés Cohamiatában, Tuxpan de Bolañosban és Guadalupe Ocotánban pedig kicsi, benzinnel működő hőerőművek épültek, amelyek főként a közvilágítás számára termelnek áramot. Az ivóvizet kutakból nyerik, fő tüzelőanyagként a fát használják. 12 településen alapfokú iskola is működik, néhány tanyán pedig a Secretaría de Educación Pública biztosít oktatást: egy-egy tanár tanítja az első három osztályba járó gyerekeket. Guadalupe Ocotánban és Santa Clarában a ferences missziók is működtetnek iskolát, Tuxpan de Bolañosban és Mezquiticben pedig egy-egy magasabb szintű oktatási intézmény is megtelepült.
Mezőgazdasági művelésre alkalmas földjeik a hegyvidék miatt nem nagyon vannak, ráadásul a főként jaliscói cégek által folytatott fakitermelés a talaj eróziójához is jelentős mértékben hozzájárul. Amit mégis megtermesztenek, azt maguk fogyasztják el, csakúgy, mint amit a halászat és a vadászat ad számukra. Fő termékeik a kukorica, a tök, a disznóparéj egyik fajtája, a bab, a csilipaprika és néhány féle gyümölcs.
Közösségeik legnagyobb tiszteletben álló tagjai a nagy élettapasztal rendelkező, a hagyományokat ismerő öregek, a kawiterók. Saját társadalmukat egy évente megválasztott kormányzó, a totohuani vezeti, beiktatásuk januárban történik egy ünnepélyes szertartáson, amikor a régi és az új vezető kicseréli hatalmat jelképező botját vagy pálcáját.
A vicsolok a kora indiánokkal jó kapcsolatot tartanak fenn, kábító hatású pejotlot is hoznak számukra, a tepevánokkal viszont nem felhőtlen a viszonyuk földviták miatt.

## Történetük
A vicsolok eredete bizonytalan. A nép valószínűleg több, ezen a területen élő népcsoportból alakult ki, köztük az uto-azték családhoz tartozó, valamely mezoamerikai nagyobb birodalom terjeszkedése elől idemenekülő csoportokból. Az itt megtelepedő emberek már az ilyen birodalmaktól függetlenül élhették életüket. Legendáik szerint a „pejotl földjére” zarándokló őseiket jaguárok és sasok támadták meg.
Őseik között valószínűleg északi, teocsicsimék törzsek is voltak, Bernardino de Sahagún Firenzei kódexében is leír egy olyan teocsicsimék szertartást, ami nagyon hasonlít a vicsolok pejotlos szertartásaihoz. Emellett a partvidékek népei is keveredhettek a vicsolok őseivel, a szájhagyomány is beszél arról, hogy bizonyos istenek a tengerből indulva keletre, a hegyek közé vándoroltak.
A vicsolok saját magukat wixárikáknak nevezik. A szó jelentésére Carl Lumholtz, a norvég kutató két magyarázatot talált: jós és gyógyító, a kettő közül a másodikat tartja valószínűbbnek, mivel közlése szerint a vicsolok egyharmada foglalkozik hagyományos orvoslással, gyógyítói hírük pedig messze földekre is eljutott. Ezek a „kuruzslók”, akik még a 19. század végén is évente körutazásokat szoktak tenni a szomszédos vidékek törzseinél, féltve őrizték ismereteiket gyógynövényeikkel és módszereikkel kapcsolatban. Léon Diguet francia tudós ezzel ellentétben úgy véli, a wixárika szó a gvacsicsil nyelvből származik és mezőgazdasággal foglalkozó embert jelent.
A környező területeket Nuño de Guzmán spanyol csapatai hódították meg a 16. században, azonban a nehezen bejárható hegyvidéket, ahol a vicsolok többsége lakott, érintetlenül hagyták. Csak a század végén és a következő elején kezdtek spanyol településeket létrehozni a meghódított területek határvidékein.
Földjeik elvesztése miatt a 19. századi Manuel Lozada-féle felkelést számos vicsol is támogatta. 1887-ben pedig az okozott vitákat a vicsol közösségeken belül is, hogy Porfirio Díaz kormánya pontos földnyilvántartást szeretett volna készíteni, pontosan meg akarta határozni a földek határait.
A spanyolok megérkezése után más indián törzsekkel ellentétben a vicsolok ellenálltak a területükön az 1730-as években kezdődő katolikus hittérítésnek, központi településeiken nem engedték meg, hogy a papok misét tartsanak (egy kivétel volt: Tateikiében nagyszombat napján). A protestáns hittérítők jelenlétét pedig még a katolikusoknál is jobban ellenezték. Még a 20. század végén is rendkívül zárt közösségeket alkottak, a földjükre tévedő idegeneket nem látták szívesen, hacsak az illető nem állt kapcsolatban a közösség valamely fontos tagjával. Előfordult, hogy a turisták fényképezőgépeit is elkobozták, sőt, ha úgy érezték, az idegen jelenléte sértelmet okoz, büntetésből oda is kötözték egy fatuskóhoz. 1998-ban egy amerikai riportert, Philip True-t meg is ölték, erre válaszul a mexikói kormány egy olyan ökoturisztikai program kidolgozásába fogott, amelynek célja a vicsolok hozzászoktatása a turistákhoz, akiknek kézműves termékeiket is eladhatják.

## Kultúra

### Ünnepek, szertartások

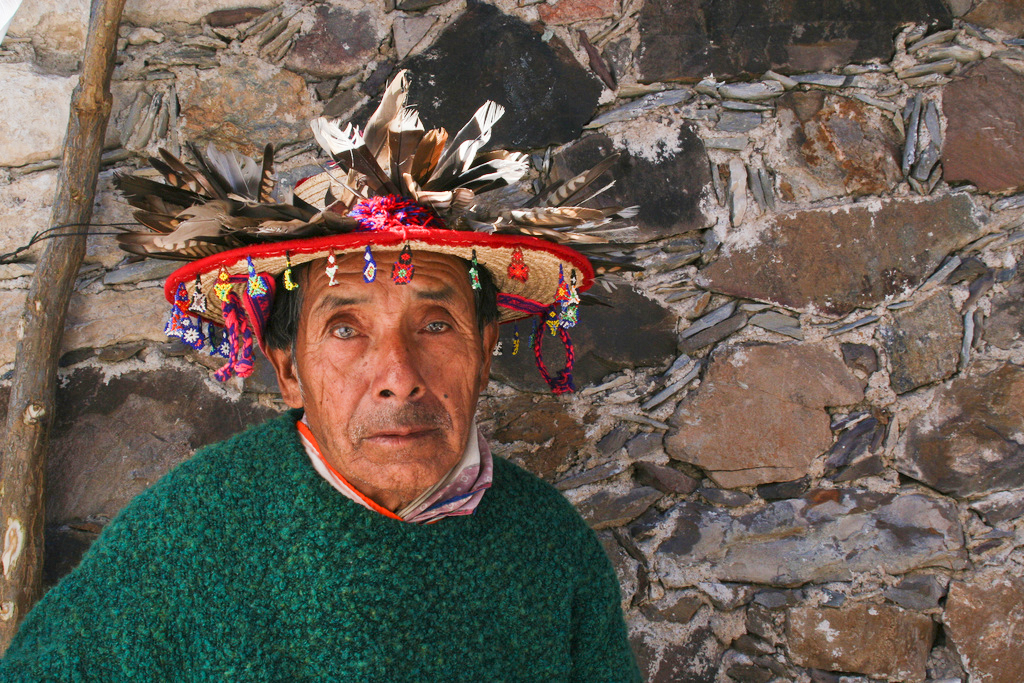
Egy vicsol sámán

A vicsolok az év során igen sok időt szánnak vallásos szertartásaikra. Ezek és zarándoklataik során arcaikra szent jeleket festenek, fejüket, vállukat, kalapjukat és botjaikat nyilakkal, tollakkal és virágokkal borítják be, gyapotból szőtt ruháikat pedig Takakaumák (őseik földi megtestesülése) megidézésére szolgáló rajzokkal díszítik.
Hitviláguk három központi eleme a kukorica, a szarvas és a pejotl. Az első kettőt az élet fenntartásának alapjainak tekintik, míg a pejotl, amiből kábító hatású anyagot vonnak ki, kapcsolatot teremt a valódi világ és az istenek világa között.
A száraz évszakban, tavasszal azért gyűlnek össze, hogy felégessék a szántóföldeket, amikor pedig keletre zarándokló társaik az úgynevezett Hikuri Teaxá idején a szertartásaik során használt pejotlot hoznak haza Wirikutából, ünnepet rendeznek. Május végén-június elején eltáncolják a „pejotl táncát”, a Hikuri Neixát, hogy az istenségektől esőt kérjenek. Először az „aszály énekese”, az ürükuame vezeti a szertartást, akitől később a „víz énekese”, a tukari mahana veszi át az irányítást. A vetés idején rendezik a Namawita Neixa nevű ünnepet, amikor a tepu nevű háromlábú dobjuk ütemére öt táncos, akik a minden irányból érkező vizeket jelképezik, elolt egy hatalmas fenyőfáklyát, majd szarvasbőr és bikavér áldozatokat mutatnak be, valamint tamalt és tortillát ajánlanak fel őseik a vetésért, a növények növekedéséért és a szüretért virrasztó lelkeinek megpihenéséért.
Augusztus végén szarvasvadászatot, szeptember közepén pedig egy we'e nevű ünnepet tartanak, amikor az esőistennek bikavért áldoznak. Októberben ismét köszönetet nyilvánítanak neki a Tatéi Neixa tánc bemutatásával. Ennek során a víz énekese részletesen elmeséli őseik útját a különböző égtájak irányába majd fel az égbe, közben a kicsi gyermekek is csörgőket ráznak a dobok ütemére. Végül ünnepélyesen esznek az év első érett kukoricájából és a napistennek is feláldoznak egy bikát. Az aratás utáni időkben számos zarándoklatot tartanak különféle tavakhoz, barlangokhoz és hegycsúcsokhoz, nem csak saját területükre, hanem jóval azon kívülre is. A zarándoklatokhoz ünnepélyes gyűlések és vadászatok kapcsolódnak.
A körülbelül 20 szertartási központ, a tukipák tagjait (lehetnek férfiak és nők is) 5 évre választják meg a közösségek. A megválasztott xukuri'ükamék egy feláldozott állat vérébe áztatják bele nyilukat (ürü) és csészéjüket (xukuri), majd egy külön épületbe (xirikibe) viszik azokat megőrzésre. A szertartási központ épületeinek, köztük az udvar nyugati részén elhelyezkedő, kerek alaprajzú főtemplomnak, a tűznek és a tengernek szentelt tukinak a tetőszerkezetét is 5 évente felújítják, valamint két új, haurieyának nevezett fatörzset állítanak fel, hogy „tartsák az égboltot”. A tukipák minden tagja közösen földet is művel.

### Az égtájak szimbolikája
A vicsol kultúra nagy jelentőséget tulajdonít a négy égtájnak. Közülük legfontosabbnak a keleti irányt tartják, ahol a Nap felkel; énekeseik is keleti irányba fordulva szokták előadni dalaikat. A szertartásokon arcuk és szent tárgyaik kifestésére használt, a Napot is jelképező sárga pigmentet, az uxát is éppen a napkeletről, a Tuimayau-oázisból beszerezhető növényből állítják elő. Az ide induló zarándokok mintegy 500 km-t tesznek meg, ennek lehető legnagyobb részét igyekeznek gyalog teljesíteni, mert úgy gondolják, minél nehezebb utat választanak, minél többet nélkülöznek, az annál inkább javukra válik.
Elzarándokolnak nyugatra, a nayariti tengerpartra is, ahol hitük szerint Tatéi Haramara, a tengeristen él, és ahol az alvilág kapui elnyelik a lenyugvó Napot, Tatutsí Sakaimukát. Az égen látható Vénuszt Tamatsi Xurawe Temainak, „fiatal csillagbátyánknak” nevezik, és a Nap újjászületéséből eredő új élet hírnökének tartják.
Az északi irányt (utata), ahol Durango és Zacatecas államok területén, a Nyugati-Sierra Madre hegyei emelkednek, a gazdagság forrásának tartják. Itt, egy Hauxamanaka nevű helyen található egy szélhajlította fával (kierivel) díszített hegycsúcs, alatta egy szent tó, a közelben pedig több kisebb tó is. Területüktől délre található a Xapawiyemetá nevű tó, ahol egy nagy özönvíz végetértére emlékeznek. A legtöbb szertartási helyszín azonban a központi lakóterületükön, Ixrüapában található.

## Nyelvük
A vicsolok nyelve az uto-azték nyelvcsaládhoz tartozó navatl, a pima, a kora, a tepeván és a jaki nyelvekkel áll rokonságban. A kora és a vicsol ezen nyelvcsalád déli ágának sonorai csoportjában alkotnak egy alcsoportot. Saját nyelvüket tewi niukiyarinak, azaz „az emberek szavainak” nevezik. A nyelv ma már számos jövevényszót tartalmaz a navatlból és a spanyolból is.

## Művészet

### Ruházat

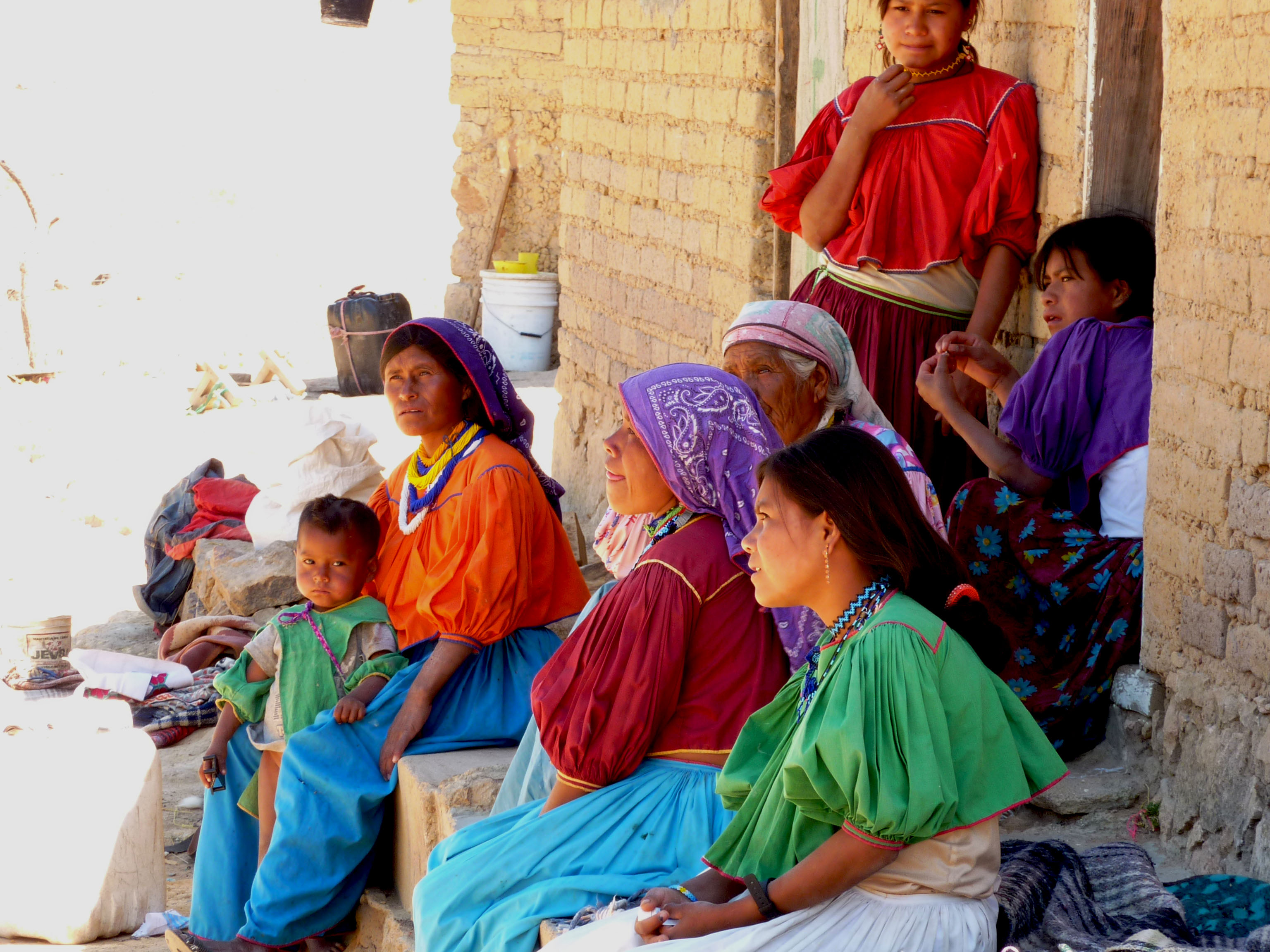
Vicsol kézművesnők jellegzetes viseletükben

Öltözetük vidékenként változó, jellegzetesen díszes, főleg a férfiaké. A San Andrés Cohamiata-i és a Santa Catarina-i hímzések jóval díszesebbek, mint például a San Sebastián-iak és a tuxpaniak.
A nők ruhája egy egyszínű, rövid blúzból, szoknyákból (ihui), egy virágokkal díszített, fejet és vállakat fedő kendőből (ricura), valamint gyöngyökből készített nyakékből áll. A szoknya alsó részén egy széles hímzett sáv van.
A férfiak fehér színű shavaresh anyagból készült nadrágot (huarruri) és ingeket (kamirra vagy kutuni) hordanak, melyeket színes, szimmetrikus, keresztszemesen hímzett minták díszítenek, az ingek oldala az alsó részen nyitott. Ezeket a hosszú ingeket egy juayame nevű, gyapjúból vagy selyemből készült, széles, vastag övszerűséggel kötik derekukhoz. Efölött az öv fölött apró, hímzett, egy zsinegre felfűzött tarisznyákat (kuihuame vagy huaikuri) hordanak, ezekben azonban nem tartanak semmit, csak díszként szolgálnak. Kalapjuk (a rupurero) pálmából készül és gyöngyökkel, gyapjúfonalból készült gömböcskékkel, virágokkal, tollakkal, tövisekkel vagy kéregdarabokkal díszítik, és gyakran hordanak egy vállukra vetett, félbehajtott, téglalap alakú kendőt is.
A vicsolok (nők és férfiak egyaránt) időnként gyűrűket, gyöngyből készült karkötőket és fülbevalókat is magukra aggatnak (régebben főként kék és fehér színűeket, de ma már mindenfélét). Lábbeliként egy huarache nevű szandálféleséget, esetleg sportcipőt hordanak.

### Motívumaik
Minden mintájuk természeti motívumokon alapul: leggyakoribbak a sasok, szarvasok, mókusok, kígyók (a víz jelképei), kétfejű lények, valamint a nyolcszirmú lótuszvirág.

### Egyéb

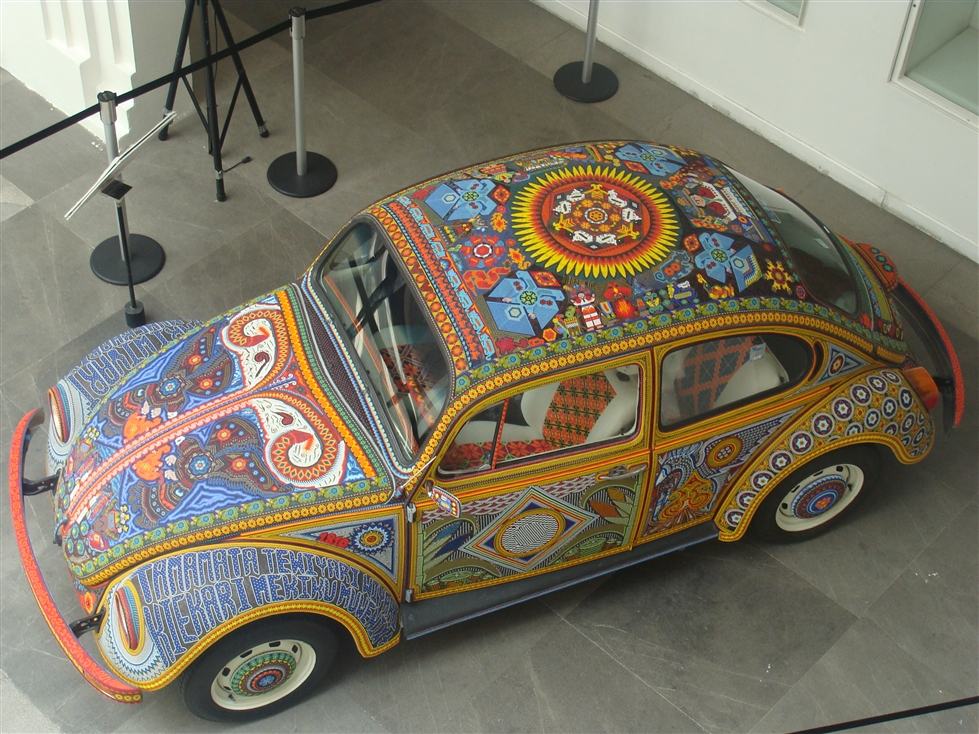
A Vochol felülről

A vicsol kézművesek apáról fiúra szálló hagyományos technológiákkal, szintén öröklődő díszítési móddal számos használati, szertartási és dísztárgyat készítenek, az utóbbi időkben már turistáknak való értékesítés céljára is: többek között hangszereket, maszkokat, szobrokat és ékszereket. Szeretik színes gyöngyökkel teljesen bevonni a tárgyak felületét, legyen szó akár maszkról, teknőspáncélról, hegedűről, sőt, hogy kultúrájukra világszerte felhívják a figyelmet, 2010-ben nyolc művész több mint kétmillió gyöngy felhasználásával egy Volkswagen Bogár-példányt is bevont. Ezt a Vocholnak nevezett autót a Föld több országában bemutatták.
Jalisco államban, a guadalajarai agglomerációhoz tartozó Zapopan városában megtekinthető egy, a vicsol művészetet bemutató múzeum.

## Híres vicsol származású emberek
- Victoriano Huerta, mexikó elnöke 1913 és 1914 között.[9]